# Société de Montage Automobile
Die Société de Montage Automobile (kurz SOMA) war ein Automobilhersteller aus Saint-Bruno-de-Montarville in Kanada.

## Geschichte
Im November 1964 wurde von der staatlichen Finanzierungsgesellschaft SGF und Renault ein Vertrag unterzeichnet. Dabei finanzierte SGF das Montagewerk, in dem CKD-Bausätze von Renault-Modellen montiert werden sollten. Der Vertrieb sollte über die kanadische Tochtergesellschaft Renault Canada Ltd erfolgen. An den Verhandlungen waren außerdem die Hersteller Peugeot und Citroën beteiligt.
Die Produktion erreichte 1971 mit 11.980 Fahrzeugen ihren Höhepunkt, um sich gleich im nächsten Jahr zu halbieren.
Nach jahrelangen Verlusten wurde das Werk 1972 geschlossen. Ein Jahr später aber wurde es aufgrund des großen Erfolgs des Renault 12 wieder eröffnet. Laut Renault kostete ein bei der SOMA hergestelltes Fahrzeug (Renault 8) 200 Dollar mehr, als dieses Fahrzeug zu importieren. Im Jahr 1973 (oder 1974) wurde das Werk endgültig geschlossen.
Im Jahr 1972 zählte die SOMA 460 Beschäftigte. Von der endgültigen Werksschließung 1973 waren 545 Arbeitnehmer betroffen.
Im Jahr 1988 zog sich Renault vollständig vom kanadischen Markt zurück und kehrte erst 2016 zurück.

## Modelle
Ab 1965 wurde bei der SOMA der Renault 8 montiert. Hinzu kamen die Modelle Renault Dauphine und 10. Ab 1971 wurde bei der SOMA der Renault 12 montiert. Ein weiteres Modell war der Renault 16. Heute gibt es noch vier Renault 16 in Kanada.
Nach dem Einstieg von Peugeot wurden auch die Modelle 404 (in Kanada mit dem Beinamen Alouette versehen) und 204 montiert.